# Zedd
Anton Zaslavski  (Saratov, 2. rujna 1989.), poznat pod imenom Zedd, je rusko-njemački DJ.
Primarni žanr njegove glazbe je elektronični house, no uzori su mu i progresivni house, dubstep, i klasična glazba. Zedd je odrastao i počeo stvarati glazbu u Kaiserslauternu, u Njemačkoj. Zeddova je najpoznatija pjesma "Clarity" koja je bila broj 8 na američkoj "Billboard Hot 100" i broj 1 na US Hot Dance Club Songs. Također mu je dodijeljena "Grammy" nagrada za tu pjesmu.

## Diskografija
- "Clarity" (2012.)
- "True Colors" (2015.)